# Polycyrtus ornatifrons
Polycyrtus ornatifrons là một loài tò vò trong họ Ichneumonidae.